# 텔레픽스
텔레픽스(TelePIX)는 초소형 위성 탑재체, 위성영상 빅데이터 분석 소프트웨어 개발을 주요 사업으로 하는 대한민국의 기업이다.
한국해양과학기술원 해양위성 기반 스마트 해양 오픈 이노베이션 플랫폼 구축을 위한 오픈랩 참여, 부산시의 해양 미세먼지 관측용 초소형 위성 '부산샛'의 광학 탑재체 개발 등 정부 프로젝트를 수주하였다.
2023년 10월 한국항공우주연구원의 중소기업 지원 사업을 통해 폴란드 기업 샛레브(SatRev)와 위성 데이터 제공을 계약. 국내 최초로 자체 위성에서 관측한 위성 이미지 데이터의 수출 계약을 체결하였다. 샛레브(SatRev)에 제공되는 데이터는 텔레픽스의 자체 개발 위성 블루본(BlueBON)의 관측 정보이다. 블루본은 세계 최초 블루카본 모니터링 위성으로 2024년 발사 예정이다.

2024년 8월 자체 개발한 위성용 고성능 온보드 프로세서(On-Board Processor) 테트라플렉스(TetraPLEX)를 발사하였다.

## 연혁[6]
- 2019년 6월 텔레픽스 주식회사 창업
- 2020년 2월 기업 R&D센터 설립(부산)
- 2020년 12월 벤처기업 인증
- 2021년 3월 국방부 R&D 프로젝트 선정
- 2021년 11월 한국항공우주연구원 패밀리기업 선정
- 2022년 1월 기업 R&D센터 확장이전(서울 SW센터[7], 대전 HW연구소[8])
- 2023년 3월 기술혁신형중소기업(Inno-Biz) AA등급 인증
- 2023년 5월 경영혁신형중소기업(Main-Biz) 인증
- 2023년 5월 2023 NVIDIA 글로벌협업프로그램 '엔업' 선정
- 2023년 6월 과기정통부 '글로벌 ICT 미래유니콘육성사업' 선정
- 2023년 10월 서울시 '서울형 강소기업' 선정
- 2023년 10월 국내 최초 인공위성 정보 해외 수출
- 2023년 10월 하이서울기업 선정
- 2023년 11월 고용노동부 '근무혁신 우수기업' 선정
- 2024년 1월 고용노동부 '청년친화강소기업'선정
- 2024년 3월 한국항공우주연구원 패밀리기업 선정
- 2024년 6월 세계경제포럼(WEF) 기술선도기업(Technology Pioneers) 선정